# 재클린 비셋
재클린 비셋(영어: Jacqueline Bisset 재클린 비싯[*], 1944년 9월 13일 ~ )은 잉글랜드의 배우이다. 1970년대를 풍미했던 배우로 최근에는 주로 TV시리즈에서 활동중이다. 《에어포트》, 《오리엔트 특급 살인》, 《디프》, 《그릭 타이쿤(그리스의 대부)》 등이 대표작으로 꼽힌다.

## 출연 작품
- 에어포트
- 오! 인천 - 미군 장교 아내 바바라 헬스워스 역
- 르 마니피끄
- 미스터 & 미세스 스미스
- 두 개의 사랑 - 클로이 엄마 역
- 9/11 - 다이앤 역
- 백스태빙 포 비기너스
- 블루 나이트
- 매직랜턴 - 메리 역
- 애셔 - 도라 역
- 버즈 오브 파라다이스